# بواناتال
شهر بواناتال در ایالت هسن در کشور آلمان واقع شده است.